# Јован Ћирковић Тока
Јован Ћирковић Тока (Драговo, 17. април 1926) естрадни је уметник, мајстор на хармоници и извођач изворног шумадијско-левачког фолклора.

## Живот
Рођен је 17. априла 1926. у Драгову. Прву хармонику (дворедну) купио му је старији брат Војимир–Лима, такође хармоникаш. Лима је хармонику платио 300 динара, новцем зарађеним 1933. кошењем ливада и детелина (петнаест дана), у Горњој Сабанти. Брат му је помогао да на „малој” хармоници млади Јован научи прве музичке тонове и тактове, и то већ у седмој години.
Друга хармоника (троредна), купљена у Врњачкој Бањи 1935. од познатог мајстора Миодраговића, којом, уз добро музичко предзнање, усавршава код мајстора Славка Милошевића из Дубича (општина Трстеник). Хармоникаш Славко је био задивљен Јовановим знањем и талентом и већ после три месеца учења почели су заједно да свирају на свадбама, гозбама и игранкама.
Са само дванаест година Јован се осамостаљује и почиње да свира на игранкама и саборима, где је врло брзо стекао симпатије познавалаца добре старе народне музике, али сада већ, са петоредном хармоником.
Од трговца Фрање Шнајдера из Загреба, купио је 1938. нову хармонику „хонер” (петоредна) увезену из Немачке. Овом хармоником је добио и прво уметничко име „поп Ђока”.
На музичку сцену Србије долази тек по завршетку Другог светског рата и ИБ кризе, 1948. Нови почетак су била свирања на радним акцијама, мобама, седељкама, вашарима и у културно-уметничким друштвима.
Тек 1961. са супер „далапе” хармоником (произведена у Италији), одлази у Београд, где постаје члан Удружења естрадних уметника Србије, и бива „крштен” уметничким именом ТОКА. Помогли су му Мија Тодоровић–Крњевац и познати певач Миле Богдановић, са којима је радио и сарађивао.
Од 1963. свира у кафани „Смедерево” код Цветкове пијаце, и снима прву грамофонску плочу на којој су била народна кола: „Коло из Драгова”, „Токино коло”, „Коло из Опорнице” и „Коло из Рековца”.
Од 1966. ради са чувеним мајстором хармонике Владетом Кандићем–Бата Кандом, са којим је снимио заједничку плочу народних кола/игара.
Седамдесетих година, као музичар, појављује се у телевизијским серијама „Рађање радног народа”, „Љубав на сеоски начин” и „Камионџије”.

## Музичка издања
Снимио је укупно осам плоча, са тридесетак кола. На последњој лонг–плеј плочи и касети „Нова кола” налазе се „Мерак коло” и „Токино стакато коло”. Неколико плоча снимио је са хармоникашима – сином Миломиром–Мићом и братанцима Зораном и Живомиром.

## Токина школа хармонике
У 1986. одлази у пензију и оснива „Токину школу хармонике„””, у којој је обучено више од 500 ученика из Левча, Шумадије и Жупе.
Преминуо је 22. септембра 2012. у Драгову.